# 러브러브 (라디오 프로그램)
《소유진의 러브러브》는 2007년 4월 16일부터 2007년 11월 4일까지 7개월간 SBS 파워FM에서 방송된 라디오 프로그램이다. SBS의 2007년 봄개편에 따라 《스위트뮤직박스》의 후속으로 방송되었지만, 그 해 11월 5일에 《스위트뮤직박스》가 부활하면서 방송을 시작한 지 6개월이 안되어 막을 내렸다.

## 코너

### 매일 코너
- 안녕? 유진
- 러브팝콘
- 반짝반짝
- 사랑한다면

### 요일별 코너
- 월요일 : 아찔한 연애코치
- 화요일 : 완소유
- 수요일 : 고민 클리닉, 그들의 사정
- 목요일 : 셀프드라마
- 금요일 : 러브레터, 너만 봐
- 토요일 : 남녀본색, 뒷걸음친 사연
- 일요일 : 라이브의 정석, 오(5)종의 마법사